# Evagetes
Evagetes ist eine Gattung der Wegwespen (Pompilidae). In Europa treten 23 Arten auf.

## Merkmale
Bei den Arten der Gattung Evagetes handelt es sich um kleine bis mittelgroße Wegwespen. Kopf und Thorax sind fein strukturiert. Die Frons ist von der Seite betrachtet konvex. Die Innenränder der normalerweise großen Facettenaugen sind parallel. Die mehr oder weniger konvexe Stirnplatte (Clypeus) ist kurz und breit. Ihr Apikalrand ist verkürzt, oder mehr oder weniger konkav. Das Labrum ist teilweise von der Stirnplatte verdeckt. Die Mandibeln sind spitz mit einem zusätzlichen Zähnchen. Die Fühler sind kurz und kräftig, das dritte Glied ist nicht länger als der Scapus. Bei den Weibchen sind die Fühler in der Mitte am dicksten, das dritte Segment ist weniger als 2,8 Mal so lang, wie dick. Auf der Ventralseite ist das Segment mehr oder weniger abgeflacht. Bei den Männchen sind die Fühlerglieder etwa gleich dick, das dritte Segment ist weniger als 1,4 Mal so lang, wie dick. Das Metapostnotum ist in der Regel viel kürzer als das Metanotum, das dieses manchmal medial verdeckt. Das fein strukturierte Propodeum ist nach hinten zunehmend gekrümmt. Die Flügel sind mehr oder weniger bräunlich getönt, sie haben einen dunkleren Apikalrand. Das Flügelmal (Pterostigma) ist klein. Die Beine sind bedornt, der Tarsalkamm ist gut ausgebildet. Die Klauen sind gezähnt. Die Klauen der Vordertarsen sind bei den Männchen asymmetrisch. Die innere ist kleiner, gekrümmt und bifid, die äußere ist länger, gerade und hat einen Zahn.

## Lebensweise
Die Wespen sind Kleptoparasiten in Nestern anderer Wegwespen aus den Gattungen Arachnospila, Anoplius, Episyron
und Pompilus.

## Arten (Europa)
- Untergattung Evagetes
  - Evagetes alamannicus (Bluthgen, 1944)
  - Evagetes baguenae Junco y Reyes, 1960
  - Evagetes crassicornis (Shuckard, 1837)
  - Evagetes dubius (Vander Linden, 1827)
  - Evagetes elongatus (Lepeletier, 1845)
  - Evagetes fortunatus Wolf, 1970
  - Evagetes gibbulus (Lepeletier, 1845)
  - Evagetes iconionus Wolf, 1970
  - Evagetes juncoi Wolf, 1970
  - Evagetes littoralis (Wesmael, 1851)
  - Evagetes meriane Van der Smissen, 2003
  - Evagetes nasobema Wolf, 1970
  - Evagetes pectinipes (Linnaeus, 1758)
  - Evagetes piliferus Van der Smissen, 2003
  - Evagetes pontomoravicus (Sustera, 1938)
  - Evagetes proximus (Dahlbom, 1843)
  - Evagetes sahlbergi (Morawitz, 1893)
  - Evagetes siculus (Lepeletier, 1845)
  - Evagetes subglaber (Haupt, 1941)
  - Evagetes tumidosus (Tournier, 1890)
- Untergattung Trichosyron
  - Evagetes cabrerai (Junco y Reyes, 1944)
  - Evagetes fuerteventurus Wolf, 1978
  - Evagetes palmatus (Haupt, 1930)

## Belege